# 원곡중학교 축구부
원곡중학교 축구부는 경기도 안산시에 위치한 원곡중학교의 축구부이다.

## 역사
현재 안산시u15 클럽으로 활동중이고 2023경기도 교육감기 대회 우승 경기도 주말리그2024 3위

## 같이 보기
- 원곡중학교